# Guo Si
En aquest nom xinès, el cognom és Guo.
Guo Si (146 – 197), també conegut com a Guo Duo (郭多), va ser un general militar que va servir sota el senyor de la guerra Dong Zhuo durant el període de la tardana Dinastia Han Oriental de la història xinesa. N'ajudà a Dong en moltes de les seves campanyes, i va ser posat sota les ordres del gendre de Dong després que aquest va ubicar la capital imperial a Chang'an. Més tard va esdevenir un dels regents de facto de l'Emperador Xian, mentre ocupaven la capital i mantenien com a ostatge a l'emperador i als funcionaris imperials. Això no obstant, la seva caiguda es va produir quan es va barallar amb l'altre regent, Li Jue, i juntament amb Li fou derrotat per Yang Feng i Dong Cheng, que van ajudar a l'emperador a fugir de la capital. Guo va ser traït i finalment assassinat per un dels seus generals subordinats.

## Biografia

### Començaments
Com un dels partidaris inicials de Dong Zhuo, ell va participar en moltes de les batalles importants de Dong, incloent la subjugació dels Turbants Grocs, la batalla de la Província de Liang, i la guerra contra la coalició enfrontada a Dong Zhou.
Al començament de la guerra amb els senyors de la guerra orientals, Guo va ser enviat per ajudar a Niu Fu per convertir Mei en una ciutadella invencible, per tant, construïren fortificacions i emmagatzemaren 30 anys de subministrament d'aliments allí abans que Dong traslladés la capital de Luoyang a Chang'an. Després que Hu Zhen i Lü Bu van patir una derrota important davant Sun Jian i que Dong va emprendre la retirada cap a Chang'an, Niu, Guo i Li Jue va rebre ordres d'estacionar a Shan (en l'actualitat Shaanxi), la qual era en el front contra la coalició anti-Dong-Zhou. Aleshores l'aliança estava tenint conflictes interns i no se centrava en la lluita contra Guo i Li, així que l'alt oficial imperial, Zhu Jun només va poder demanar al seu vell amic Tao Qian de donar-li un colp de mà en un inútil esforç per lluitar contra les forces de Dong. Tao, tot i tenir una aliança general amb Dong, de fet va enviar 3.000 soldats d'elit danyang a Zhu per batallar amb Guo i Li a Zhongmu, on Zhu va ser totalment derrotat. Guo, Li, i Zhang Ji llavors va realitzar incursions al voltant de la zona de Chenliu i Yingchuan, on Cao Cao i d'altres van ser incapaços de detenir-los, i molts habitants en serien segrestats i esclavitzats.